# БМП-2
БМП-2 (Боевая Машина Пехоты, „Бойна машина на пехотата“) е съветска бронирана бойна машина от второ поколение, развитие на по-ранната БМП-1.
Работата по БМП-2 започва, след като се появява нуждата от по-гъвкаво въоръжение на бойните машини на пехотата, каквото БМП-1 не може да предложи с тежкото си 73-милиметрово оръдие. По време на войната Йом Кипур БМП-1 показва слабости в точността на оръдието над 500 метра, бронезащитата от 106-милиметрови безоткатни оръдия и управлението на противотанковите ракети 9М14 Малютка от малкото пространство под купола. Така още през 1974 година започва програма за замяната на БМП-1 с по-нов модел БМП.
Въпреки множеството сходства, произведеното БМП-2 има няколко основни разлики от по-ранния модел. Двуместният купол сменя 73-милиметровото оръдие с 30-милиметрово 2А42 и пускова установка за противотанкови ракети 9К111 Фагот от по-ново поколение. При БМП-2 командирът седи редом с мерача, товарният капацитет е намален от осем на седем души и бронята е подобрена. БМП-2 е оборудвано с по-мощен двигател от БМП-1, прибори за нощно виждане на разстояние до 650 метра, инфрачервен илюминатор с обсег до 350 метра, инфрачервен далекомер и ЯХБЗ. Основен недостатък е разположението на горивните резервоари, което при удар в товарното отделение може да предизвика пожар и да изгори пътниците, както и все още слабата броня.
БМП-2 е използвано в Съветската война в Афганистан, Ирано-иракската война, конфликтите в бившите съветски републики, гражданските войни в Ангола, Йемен и Сирия, Войната в Ирак и Руско-грузинската война.
Към 2013 БМП-2 е на въоръжение в армиите на Азербайджан, Алжир, Ангола (62), Армения, Афганистан, Беларус (над 1100), Виетнам (600), Грузия (120), Индия (1500), Индонезия (40), Иран (400), Йемен (334), Йордания (303), Казахстан (300), Киргизстан (101), Кувейт, Кот д'Ивоар, Северна Македония (10), Русия (2750 активни и 6500 в резерв), Сиера Леоне (12), Сирия, Словакия (93), Судан, Таджикистан, Того, Туркменистан, Уганда, Узбекистан, Украйна (1400), Финландия (100), Чехия и Шри Ланка.